# Imposta sulle società del Regno Unito
In tutto questo articolo, il termine «sterlina» non definito e il simbolo «£» si riferiscono alla sterlina britannica.
L'imposta sulle società (corporation tax) è un'imposta applicata nel Regno Unito sugli utili realizzati da società e associazioni che sono residenti ai fini fiscali, nonché sugli utili delle stabili organizzazioni di società e associazioni non residenti nel Regno Unito che svolgono un'attività commerciale nell'UE. Anteriormente all'entrata in vigore dell'imposta il 1º aprile 1965, società e individui pagavano la stessa imposta sul reddito, con un'imposta addizionale sugli utili applicata alle società. Il Finance Act («Legge finanziaria») del 1965 sostituì questa struttura per le società e le associazioni con un'unica imposta societaria, che prendeva in prestito la struttura e le regole di base dal sistema dell'imposta sul reddito. Il Tax Law Rewrite project («progetto di Riforma della Legislazione fiscale») del Regno Unito ha modernizzato la legislazione fiscale del Regno Unito, a cominciare dall'imposta sul reddito, mentre la legislazione che prevedeva l'imposta sulle società è stata essa stessa modificata; le norme che governano l'imposta sul reddito e quella sulle società si sono pertanto discostate. L'imposta sulle società è governata dallo Income and Corporation Taxes Act («Legge delle imposte sui redditi e sulle società») del 1988 (come modificato).
Originariamente introdotta come un sistema classico, in cui le società erano assoggettate alla tassazione sui loro utili e gli azionisti erano anch'essi soggetti all'imposta sul reddito per i dividendi percepiti, la prima significativa modifica all'imposta sulle società vide il passaggio nel 1973 ad un sistema ad imputazione, in base al quale un individuo che percepiva un dividendo acquisiva il diritto ad un credito per l'imposta sul reddito, che rappresentava l'imposta sulle società già versata dalla società che erogava il dividendo. Il sistema classico fu reintrodotto nel 1999, con l'abolizione dell'«acconto sull'imposta sulle società» (advance corporation tax) e dei crediti fiscali rimborsabili sui dividendi. Un altro cambiamento vide suddividersi in tre l'aliquota principale unica delle imposte. La concorrenza fiscale tra le giurisdizioni ha ridotto al 30% l'aliquota principale, che si prevede scenda ulteriormente al 28% dall'aprile 2008.
Il Governo del Regno Unito ha affrontato una serie di problemi con la struttura della sua imposta societaria, comprese le sentenze della Corte di Giustizia Europea secondo le quali aspetti di essa risultano incompatibili con i trattati dell'Unione europea. Anche gli schemi di elusione fiscale immessi sul mercato dal settore finanziario si sono rivelati un motivo di irritazione, e sono stati contrastati mediante una complicata normativa anti-elusione.
La complessità del sistema dell'imposta sulle società è una questione riconosciuta. Il Governo laburista, sostenuto dai partiti dell'opposizione, ha portato a termine una riforma su vasta scala a partire dal progetto di Riforma della Legislazione fiscale, sfociato nel Corporation Tax Act («Legge dell'imposta sulle
società») del 2010. L'imposta è andata lentamente integrando la pratica contabile generalmente accettata, dato che il sistema dell'imposta societaria in vari settori specifici si basa direttamente sul trattamento contabile.

## Storia

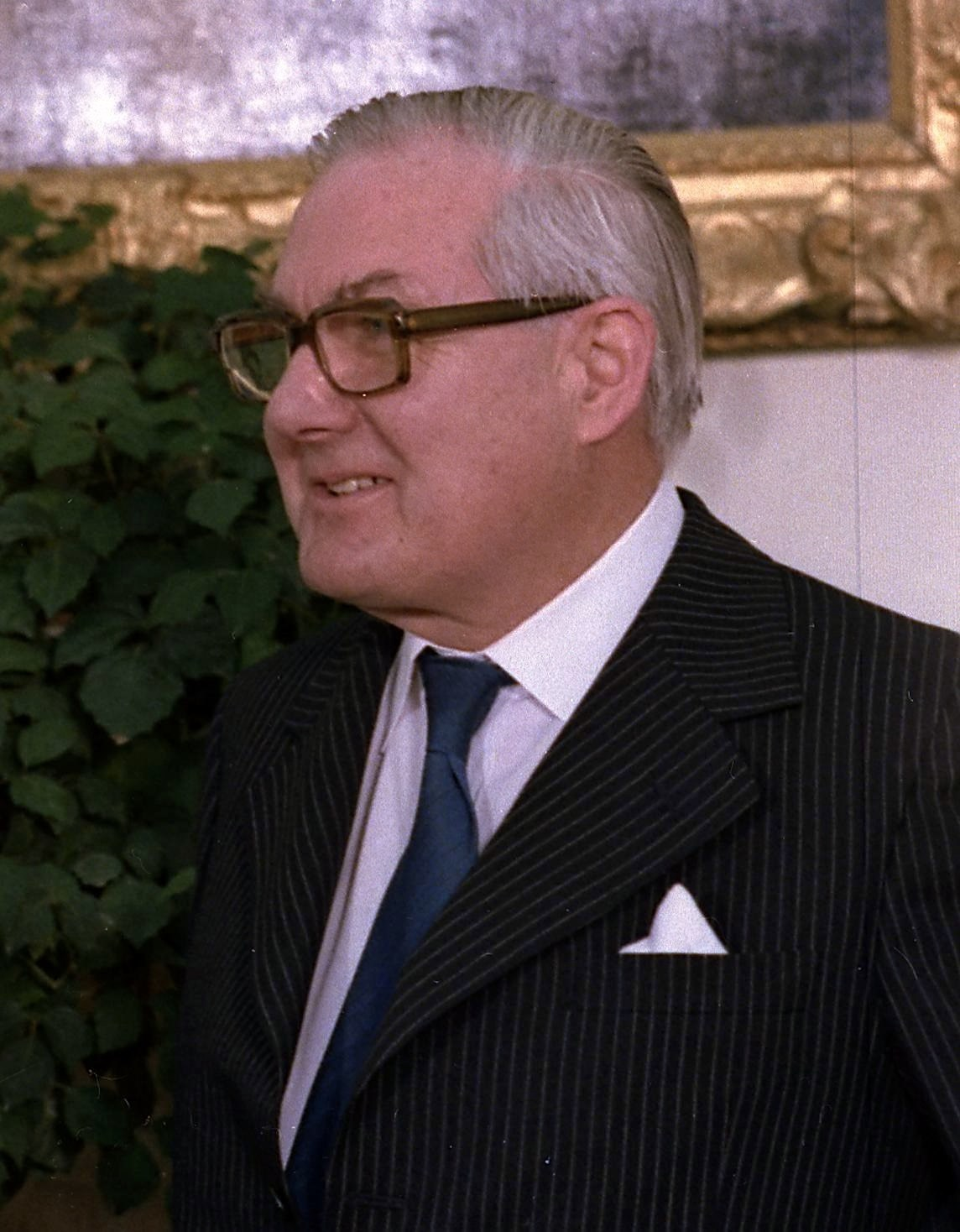
Jim Callaghan, il Cancelliere dello Scacchiere che introdusse l'imposta sulle società nel 1965.

Prima del 1965, le società erano assoggettate all'imposta sul reddito sui loro utili, con la stessa aliquota applicata agli individui. Esisteva un sistema ad imputazione, in cui l'imposta sul reddito pagata dalla società era compensata con il debito dell'imposta sul reddito dell'azionista che percepiva dividendi dalla stessa società. Con l'aliquota ordinaria dell'imposta sul reddito al 50% nel 1949, una società che avesse fatto £1.000 di utile avrebbe pagato £500 di tasse. Se la società poi avesse scelto di pagare un dividendo di £100, il percettore sarebbe stato trattato come se avesse guadagnato £200 e avesse pagato su di esse £100 di imposta sul reddito — l'imposta pagata dalla società copriva pienamente l'imposta dovuta dall'individuo sul dividendo percepito. Se, tuttavia, l'individuo fosse stato assoggettato ad imposta per un'aliquota più alta (nota come surtax o «imposta addizionale»), lui (non la società) avrebbe dovuto versare l'imposta addizionale.
In aggiunta all'imposta sul reddito, le società erano assoggettate anche a un'imposta sugli utili, introdotta dal Cancelliere laburista Sir Stafford Cripps, che veniva dedotta dagli utili societari quando si determinava il debito dell'imposta sul reddito. Era un'imposta differenziale, con una tassazione più elevata sui dividendi (utili distribuiti agli azionisti) che sugli utili trattenuti all'interno della società. Penalizzando la distribuzione degli utili, si sperava che le società avrebbero trattenuto gli utili per gli investimenti, il che era ritenuto una priorità dopo la Seconda guerra mondiale. L'imposta non ebbe l'effetto desiderato, e così dal governo laburista del dopo guerra furono introdotti drastici aumenti nelle aliquote della tassazione sugli utili distribuiti, nel tentativo di costringere le società a trattenere una parte maggiore dei loro utili. All'epoca del Bilancio del 1951 di Hugh Gaitskell, l'imposta sugli utili era del 50% per gli utili distribuiti e del 10% per quelli non distribuiti.
Una serie di riduzioni dell'imposta sugli utili furono introdotte dal 1951 in poi dal nuovo governo conservatore. Le aliquote scesero al 22,5% sugli utili distribuiti, e al 2,5% sugli utili non distribuiti verso il 1957, sebbene l'imposta sugli utili non fosse più detraibile da quella sul reddito.
Il Bilancio del 1958 di Derick Heathcoat-Amory sostituì l'imposta differenziale sugli utili con un'unica misura fiscale sugli utili stessi, applicabile sia a quelli trattenuti che a quelli distribuiti. La diminuzione graduale, e l'abolizione finale, delle imposte sulle distribuzioni di capitale riflettevano differenze ideologiche tra il Partito Conservatore e quello Laburista: l'approccio conservatore era di distribuire gli utili ai detentori del capitale per investirli altrove, mentre il Partito laburista cercava di obbligare le società a trattenere gli utili per reinvestirli nella società, nella speranza che questo beneficiasse la forza lavoro della stessa azienda.

### Finance Actdel 1965
Sotto il Cancelliere dello Scacchiere James Callaghan, il Finance Act («Legge Finanziaria») del 1965 sostituì dal 1º aprile 1965 il sistema dell'imposta sui redditi e dell'imposta sugli utili con un'unica misura, la corporation tax o «imposta sulle società», che reintrodusse aspetti del vecchio sistema. L'imposta sulle società fu applicata con un'aliquota uniforme su tutti gli utili, ma vi erano poi imposte addizionali da pagare se gli utili erano distribuiti come dividendo agli azionisti. In realtà gli utili subivano una doppia imposizione. Questo metodo dell'imposta sulle società è noto come sistema classico ed è simile a quello usato negli Stati Uniti. L'effetto del tributo era di ritornare all'imposta sulla distribuzione dei dividendi in vigore dal 1949 al 1959: i pagamenti dei dividendi erano assoggettati ad una tassazione più alta degli utili trattenuti all'interno della società.
La Legge Finanziaria del 1965 introdusse anche l'«imposta sui guadagni in conto capitale» (capital gains tax), con un'aliquota del 30%. Si trattava di un'imposta addebitata sui capital gain, ossia i guadagni derivanti dalla cessione di attività in conto capitale effettuata da individui. Mentre le società erano esentate dall'imposta sui guadagni in conto capitale, esse erano assoggettate all'imposta sulle società per i loro «guadagni imputabili», che erano calcolati nello stesso modo dei guadagni in conto capitale degli individui. L'imposta si applicava alle azioni della società come pure alle altre attività. Prima del 1965, i guadagni in conto capitale non erano tassati, ed era vantaggioso per il contribuente sostenere che
un'entrata era «capitale» non tassabile piuttosto che «ricavo» tassabile.

### Acconto sull'imposta sulle società
La struttura di base dell'imposta, dove gli utili delle società erano tassati come tali, e i pagamenti dei dividendi erano poi tassati come reddito, rimase immutata fino al 1973, quando fu introdotto un sistema ad imputazione parziale per i pagamenti dei dividendi. Diversamente dal precedente sistema ad imputazione, il credito fiscale per l'azionista era inferiore all'imposta sulle società versata (l'imposta sulle società era più alta dell'aliquota ordinaria dell'imposta sul reddito, ma l'imputazione, o compensazione, riguardava solo l'imposta ad aliquota ordinaria). Quando le società facevano distribuzioni di utili, pagavano anche l'«acconto sull'imposta sulle società» (advance corporation tax, ACT), che poteva essere compensato con il debito principale dell'imposta sulle società, subordinatamente a certi limiti (l'importo totale dell'ACT versato non avrebbe potuto essere recuperato ove fossero stati distribuiti importi significativamente elevati di utili). Gli individui e le società che percepivano un dividendo da una società del Regno Unito ricevevano un credito d'imposta che rappresentava l'ACT versato. Gli individui potevano compensare il credito d'imposta con il loro debito ai fini dell'imposta sul reddito.
Al momento dell'introduzione, l'ACT era fissato al 30% del dividendo lordo (l'effettivo importo pagato più il credito d'imposta). Se una società avesse pagato un dividendo di £70 a un individuo, avrebbe versato un acconto sull'imposta delle società pari a £30. L'azionista avrebbe percepito il pagamento in contanti di £70, più un credito d'imposta di £30; così si sarebbe considerato come se l'individuo avesse guadagnato £100 e avesse già pagato su di esse l'imposta di £30. L'ACT pagato dalla società sarebbe stato deducibile dal suo conto finale dell'imposta sulle società di tipo "convenzionale". Nella misura in cui l'imposta dell'individuo sul dividendo fosse stata inferiore al credito fiscale - ad esempio, se il suo reddito fosse stato troppo basso per pagare le imposte (al di sotto delle £595 nel 1973–1974) - egli avrebbe potuto chiedere la restituzione di parte o di tutta l'imposta di £30 pagata dalla società. La compensazione era solo parziale dal momento che la società avrebbe pagato il 52% d'imposta (le piccole società avevano aliquote inferiori, ma ancora più alte dell'aliquota dell'ACT), e così le £70 percepite dall'individuo rappresentavano effettivamente utili prima delle tasse di £145,83. Di conseguenza, solo parte della doppia imposizione era stata alleggerita.
L'ACT non era dovuto sui dividendi pagati da una società del Regno Unito ad un'altra (a meno che la società pagatrice non scegliesse di versare l'acconto). Inoltre, la società percipiente non veniva tassata per l'incasso di quel dividendo, fatta eccezione per gli operatori in titoli azionari e le società di assicurazione sulla vita relativamente ad una parte dei loro utili. Poiché la società pagatrice avrebbe subito la tassazione sui pagamenti che effettuava, la società che percepiva il dividendo riceveva anche un credito che poteva utilizzare per ridurre l'importo dell'ACT che essa stessa pagava, o, in certi casi, poteva fare domanda per farsi rimborsare il credito d'imposta.

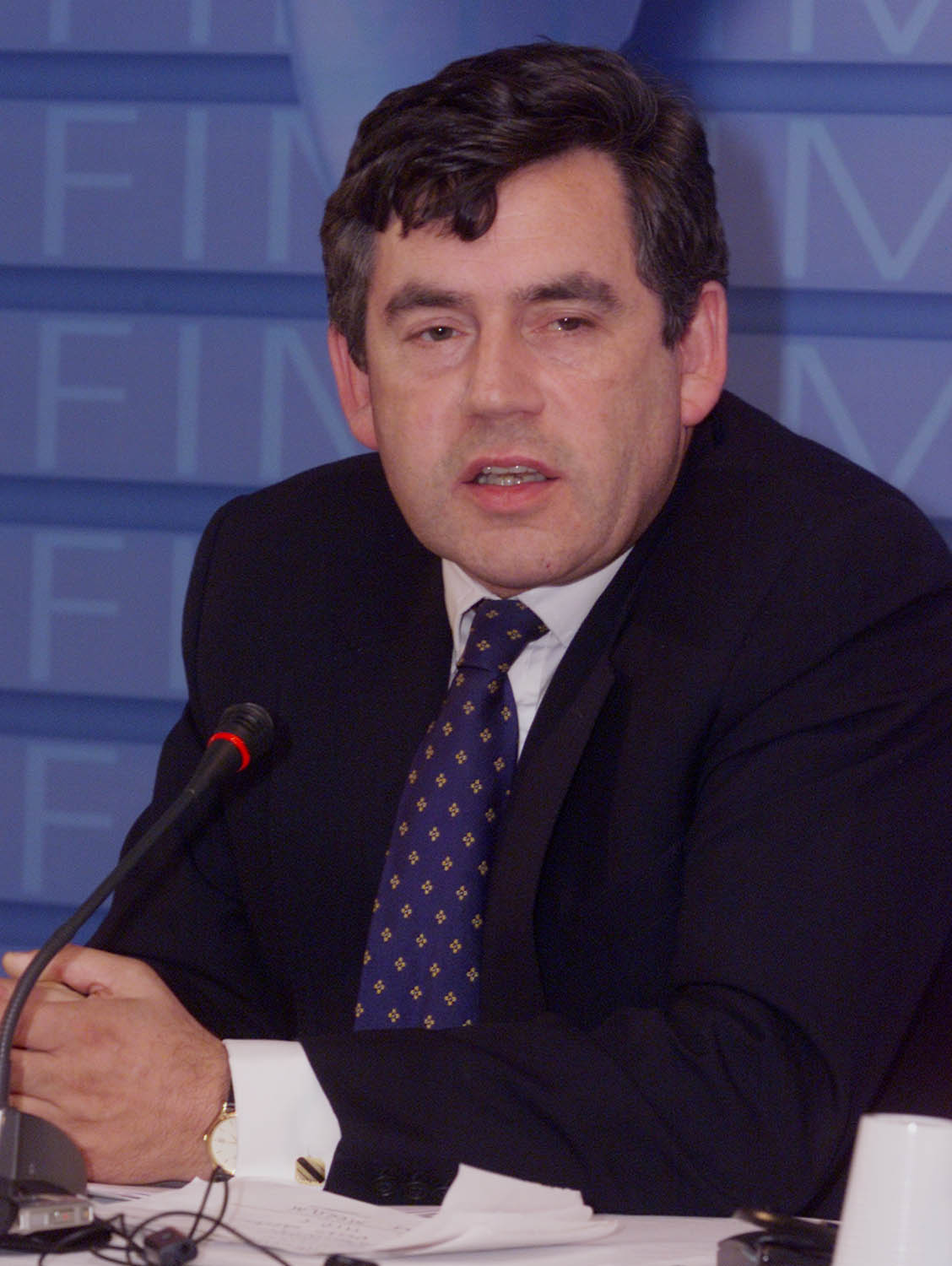
Gordon Brown, il Cancelliere dello Scacchiere che nel 1999 abolì l'ACT e introdusse il regime a rate trimestrali.

Fra il 1973 e il 1993 il livello dell'ACT fu legato all'aliquota di base dell'imposta sul reddito. Il Bilancio di Norman Lamont del marzo 1993 tagliò l'aliquota dell'ACT e il credito d'imposta al 22,5% dall'aprile 1993, e al 20% dall'aprile 1994. Questi cambiamenti furono accompagnati da un taglio dell'imposta sul reddito applicata sui dividendi al 20%, mentre l'aliquota di base dell'imposta rimaneva al 25%. Le persone assoggettate all'imposta furono influenzate lievemente dal cambiamento, perché il debito dell'imposta sul reddito era ancora compensato dal credito d'imposta percepito, sebbene i contribuenti ad aliquota più alta pagassero un'imposta addizionale del 25% sull'importo del dividendo effettivamente percepito (netto), in confronto al 20% di prima del cambiamento.
Il cambiamento ebbe effetti maggiori sulle pensioni e sui non contribuenti. Un fondo pensione che percepisse un reddito da dividendi di £1,2 milioni anteriormente al cambiamento avrebbe potuto chiedere la restituzione di £400.000 di imposte, che dava un reddito totale di £1,6 milioni. Dopo il cambiamento, potevano essere reclamate solo £300.000, riducendo il reddito a £1,5 milioni, un calo del 6,25%.
Il Bilancio estivo di Gordon Brown del 1997 mise fine alla capacità dei fondi pensione e di altre società esenti da imposta di chiedere la restituzione dei crediti d'imposta con effetto immediato, e per gli individui dall'aprile 1999. A questo furtivo aumento di tasse è stata attribuita la colpa del pessimo stato degli accantonamenti delle pensioni britanniche, con critici come il deputato Frank Field che lo descriveva come un «colpo di maglio», e il Sunday Times di Murdoch che lo descriveva come una truffa,) e con l'ipotetico reddito di £1,5 milioni descritto sopra che calava a £1,2 milioni (un calo del 20%), perché nessuna imposta sarebbe stata recuperabile.

#### Abolizione dell'acconto sull'imposta sulle società
Dal 6 aprile 1999 l'ACT fu abolito, e il credito d'imposta sui dividendi fu ridotto al 10%. Vi fu una corrispondente riduzione al 10% dell'aliquota di base dell'imposta sui dividendi, mentre fu introdotta una nuova aliquota più elevata del 32,5%. Questo fu un altro aumento furtivo delle tasse da parte di Gordon Brown: significava che il reddito lordo presunto per un contribuente ad aliquota ordinaria veniva ridotto, e non vi era nessun cambiamento complessivo del debito per un contribuente assoggettato ad aliquota più elevata, ma un non contribuente non poteva più chiedere la restituzione di alcuna imposta.
L'ACT subito anteriormente al 1999 poteva ancora essere compensato con il debito d'imposta di una società, purché quest'ultima fosse stata in grado di compensarlo in base al vecchio sistema ad imputazione. Al fine di mantenere il flusso di pagamenti collegato al versamento dell'acconto sull'imposta sulle società, le «grandi» società (che comprendevano la maggior parte degli introiti dell'imposta sulle società) furono assoggettate ad un piano di rate trimestrali per i pagamenti fiscali.

### Aliquote
Al momento della sua introduzione nel 1965, l'imposta sulle società era applicata al 40%,, salendo al 45% nel Bilancio del 1969. L'aliquota scese poi al 42,5% nel secondo Bilancio del 1970 e al 40% nel 1971. Nel 1973, accanto all'introduzione dell'«acconto sull'imposta sulle società» (advance corporation tax, ACT), il cancelliere conservatore Anthony Barber creò un'aliquota principale del 52%, insieme ad un'aliquota del 42% sulle società minori. Questo apparente aumento era annullato dal fatto che i dividendi, in base allo schema dell'ACT, non erano più assoggettati all'imposta sul reddito.
Il Bilancio conservatore di Geoffrey Howe del 1979 tagliò l'aliquota delle piccole società al 40%, seguito da un ulteriore taglio al 38% nel Bilancio del 1982. I Bilanci del 1983-1988 videro tagli netti sia nell'aliquota principale che in quella delle società minori, che calarono rispettivamente al 35% e al 25%. I Bilanci tra il 1988 e il 2001 portarono ulteriori cali al 30% nell'aliquota principale e al 19% in quella delle piccole società. Dall'aprile 1983 al marzo 1997 l'aliquota sulle piccole società fu stabilizzata al livello dell'aliquota di base dell'imposta sul reddito. Durante gli anni 80 vi fu, per un breve periodo, un'aliquota fiscale più alta imposta sugli utili in conto capitale.
Il Bilancio del 1999 del cancelliere Gordon Brown introdusse un'aliquota iniziale del 10% per gli utili da £0 a £10.000, in vigore dall'aprile 2000. Si applicava lo sgravio marginale, che significava che le società con utili tra £10.000 e £50.000 pagavano un'aliquota compresa tra quella iniziale e quella delle piccole società (19% nel 2000).
Il Bilancio del 2002 tagliò l'aliquota iniziale a zero, con lo sgravio marginale che si applicava nello stesso modo. Ciò causò una vasta impennata di costituzioni di società di capitali, in quanto le imprese che fino ad allora avevano operato in qualità di lavoratori autonomi, pagando l'imposta dei redditi sugli utili immediatamente superiori a £5.000, erano attratte dall'aliquota dell'imposta sulle società dello 0% sui redditi fino a £10.000. Gli individui in precedenza lavoratori autonomi potevano ora distribuire gli utili come pagamenti di dividendi piuttosto che come stipendi. Per le società con utili al disotto di £50.000 l'aliquota dell'imposta sulle società variava tra lo 0% e il 19%. Poiché i pagamenti dei dividendi sono accompagnati da un credito d'imposta con aliquota di base, purché il percepiente non guadagnasse più della detrazione con aliquota di base, non si sarebbe pagata nessuna ulteriore imposta. Il numero di nuove società formate nel 2002–2003 raggiunse 325.900, un aumento del 45% rispetto al 2001–2002.
Il fatto che gli individui operanti in questa maniera potessero potenzialmente non pagare alcuna tassa fu ritenuto dal Governo elusione fiscale scorretta, e il Bilancio del 2004 introdusse un'«aliquota per la distribuzione non societaria» (Non-Corporate Distribution Rate). Questo faceva sì che, ove una società pagasse al disotto dell'aliquota delle piccole società (19% nel 2004), i pagamenti di dividendi fatti a soggetti non societari (ad esempio, individui, fondi e rappresentanti personali di persone decedute) sarebbero stati assoggettati all'imposta addizionale sulle società, portando l'imposta pagata fino al 19%. Ad esempio, una società che realizzasse £10.000 di utile, e facesse una distribuzione di dividendi di £6.000 ad un individuo e di £4.000 ad un'altra società, avrebbe pagato un'imposta sulle società del 19% sulle £6.000. Sebbene questa misura riducesse sostanzialmente il numero di piccole imprese che si costituivano in società di capitali, il Cancelliere nel Bilancio del 2006 affermò che l'elusione fiscale delle piccole imprese attraverso la costituzione in società di capitali era ancora un problema notevole, e smantellò completamente l'aliquota iniziale.

### Utili imponibili e utili contabili
Il punto di partenza per calcolare gli utili imponibili sono gli utili prima delle imposte (tranne che per una compagnia di assicurazione sulla vita). Le norme per calcolare l'imposta sulle società generalmente correvano in parallelo a quelle dell'imposta sul reddito fino al 1993, quando fu introdotta la prima norma di legge per mettere il rendiconto degli utili in linea con la pratica contabile generalmente accettata, sebbene i tribunali si stessero già orientando per richiedere che gli utili di esercizio fossero calcolati usando le norme di contabilità generale.
La Legge Finanziaria del 1993 introdusse norme per far sì che l'imposta sui guadagni e le perdite di borsa nella maggior parte dei casi ricalcasse il loro trattamento nel bilancio societario. La Legge Finanziaria del 1994 previde norme simili per gli strumenti finanziari, e nella Legge Finanziaria del 1996 anche il trattamento fiscale della maggior parte dei rapporti passivi fu allineato al trattamento contabile. La Legge Finanziaria del 1997 previde qualcosa di simile con i premi da locazione. Un anno più tardi, la Legge Finanziaria del 1998 andò ancora oltre, chiarendo che gli utili di esercizio imponibili (a parte quelli facenti capo a una ragione sociale dei Lloyd's o una compagnia di assicurazione sulla vita) e gli utili da attività di locazione sono uguali agli utili calcolati in base alla pratica contabile generalmente accettata (generally accepted accounting practise, GAAP), a meno che non vi sia in senso contrario una specifica norma di legge o giurisdizionale. A ciò fece seguito la Legge Finanziaria del 2004, che stabilì che ove una società con attività d'investimento potesse fare deduzioni per spese gestionali, esse erano calcolate con riferimento alle cifre nel bilancio.

#### Principi contabili internazionali
Dal 2005, tutte le società quotate dell'Unione europea devono preparare i loro bilanci usando i «principi contabili internazionali» (International Financial Reporting Standards, IFRS, o anche International Accounting Standards, IAS), come modificati dalla UE. Le altre società del Regno Unito possono scegliere di adottare gli IFRS. La legislazione dell'imposta sulle società sta cambiando in modo che, nel futuro, siano largamente rispettati gli utili contabili degli IFRS. L'eccezione riguarda certi strumenti finanziari e certe altre misure per impedire l'arbitraggio fiscale tra le società che applicano gli IFRS e quelle che applicano i GAAP del Regno Unito.

### Elusione
L'elusione fiscale è la legittima riduzione dell'imposta mediante la pianificazione fiscale e/o l'uso di disposizioni giuridiche. Diversamente dalla maggior parte degli altri paesi, la maggioranza dei professionisti fiscali del Regno Unito sono per formazione dei contabili piuttosto che degli avvocati. I principali promotori degli schemi di elusione fiscale sono le grandi imprese di contabilità e quelle legali, e i grandi gruppi di servizi finanziari, che immettono sul mercato investimenti fiscalmente efficienti.
Non vi è mai stata una «norma generale antielusione» (general anti-avoidance rule, GAAR) per l'imposta sulle società. Tuttavia, quest'ultima ereditò una regola antielusione dall'imposta sul reddito relativa alle transazioni in titoli, e da allora ha avuto varie «mini-GAAR» aggiunte ad essa. La «mini-GAAR» più conosciuta impedisce una deduzione per interessi passivi quando il prestito a cui questi si riferiscono è fatto per una «finalità indeducibile».
La Legge Finanziaria del 2004 introdusse norme sulla divulgazione di informazioni che richiedevano ai promotori di certi schemi di elusione fiscale che siano collegati alla finanza o all'occupazione di divulgare gli schemi in questione. I contribuenti che utilizzino questi schemi devono divulgare il loro utilizzo anche quando presentano le proprie dichiarazioni dei redditi. Questa è la prima disposizione del suo genere nel Regno Unito, e la Legge Finanziaria del 2005 ha mostrato che numerosi schemi di elusione fiscale venivano bloccati più presto di quanto ci si sarebbe aspettati anteriormente alle norme sulla divulgazione di informazioni.

### Necessità di maggiori entrate
Recentemente, il Governo ha cercato di riscuotere più entrate dall'imposta sulle società. Nel 2002 introdusse un addebito supplementare separato del 10% sugli utili derivanti dalle imprese di estrazione di petrolio e di gas, e la Legge Finanziaria del 2005 conteneva misure per accelerare il momento in cui le suddette imprese di estrazione devono pagare le imposte. Invece di pagare le loro imposte in quattro rate uguali nel settimo, decimo, tredicesimo e sedicesimo mese dopo l'inizio del periodo contabile, si chiederà loro di consolidare il terzo e il quarto pagamento e di versarli nel tredicesimo mese, creando un vantaggio in termini di flusso di cassa per il Governo.
La Legge Finanziaria (n. 2) del 2005 conteneva misure relative specificamente alle compagnie di assicurazione sulla vita. Quando fu annunciato ufficialmente (in base al disegno di Legge Finanziaria (n. 3) del 2005), la Legal & General dichiarò alla Borsa che dal suo valore erano stati cancellati £300 milioni, e l'Aviva (Norwich Union) annunciò che i cambiamenti fiscali sarebbero costati ai detentori delle sue polizze £150 milioni.

## Metodo di applicazione
L'imposta sulle società deve essere approvata annualmente dal Parlamento britannico, altrimenti non sussiste l'autorità per riscuoterla. In precedenza, l'applicazione per l'anno fiscale (che inizia il 1º aprile di ogni anno) era imposta dalla Legge finanziaria approvata in quell'anno solare. La Legge finanziaria del 1998 cambiò questa situazione, imponendo l'applicazione per gli esercizi 1998 e 1999, con la Legge finanziaria del 1999 che impose poi l'applicazione per l'esercizio 2000, e così via. L'imposta è applicata con riferimento al periodo contabile della società, che è normalmente il periodo di 12 mesi per il quale la società prepara la sua contabilità.
L'imposta sulle società è amministrata dal «Servizio per la riscossione e le dogane di Sua Maestà» (Her Majesty's Revenue and Customs, HMRC), che fu creato il 18 aprile 2005 dalla fusione del «Fisco interno» (Inland Revenue, che in precedenza amministrava l'imposta sulle società) e delle «Dogane e accise di Sua Maestà» (Her Majesty's Customs and Excise).

### Accertamento
L'imposta sulle società è applicata sugli utili netti di una società. Ad eccezione di certe compagnie di assicurazione sulla vita, è sopportata dalla società come un'imposta diretta.
Fino al 1999 non era dovuta nessuna imposta sulle società, a meno che l'HM Revenue & Customs (HMRC) non svolgesse un accertamento (assessment) su una determinata società. Le società erano, tuttavia, obbligate a riferire certi dettagli all'HMRC affinché si potesse calcolare l'esatto importo. Questa situazione cambiò per i periodi contabili che terminavano il o dopo il 1º luglio 1999, quanto fu introdotto l'«autoaccertamento» (self-assessment). L'autoaccertamento significa che alle società si richiede di accertare sé stesse e di assumersi la piena responsabilità per quell'accertamento. Se l'autoaccertamento è sbagliato per negligenza o avventatezza, la società può essere passibile di sanzioni.
La dichiarazione fiscale per autoaccertamento deve essere consegnata all'HMRC 12 mesi dopo la fine del periodo di rendiconto in cui cade il periodo contabile (sebbene l'imposta debba essere versata prima di tale data). Se una società omette di presentare una dichiarazione entro quel termine, è passibile di sanzioni. L'HMRC può allora emettere una determinazione delle imposte da versare, verso la quale non si può proporre appello: tuttavia, in pratica attendono finché non siano decorsi ulteriori sei mesi. Inoltre, i reclami e le opzioni più comuni che possono essere esercitati da una società devono essere inseriti nella sua dichiarazione fiscale, con un limite temporale di due anni dopo la fine del periodo contabile. Questo significa che una società che presenti la sua dichiarazione con più di un anno di ritardo sconta non solo le sanzioni per la ritardata presentazione, ma anche l'impossibilità di esercitare questi reclami ed opzioni.
Dal 2004 c'è stata la richiesta per le nuove società di notificare all'HM Revenue & Customs la loro costituzione, sebbene l'HMRC riceva le notifiche delle registrazioni delle nuove società dalla Companies House. Le società riceveranno poi un avviso CT603 annuale, approssimativamente 1-2 mesi dopo la fine del periodo finanziario della società, che le notifica di completare una dichiarazione annuale. Questa deve includere anche il bilancio annuale e possibilmente altri documenti, come le relazioni dei revisori, che sono richiesti per certe società.

### Sistema analitico
Nel Regno Unito si applica la «regola della fonte» (source rule), in base alla quale qualcosa viene tassato solo se vi è una specifica disposizione che ne prevede l'imputazione ad una determinata imposta. Si tratta del cosiddetto schedular tax system o «sistema fiscale analitico», basato sugli schedules o «categorie» d'imposta. In pratica, il reddito da fonti diverse viene tassato separatamente (sotto diverse intestazioni). Di conseguenza, gli utili sono imputati all'imposta sulle società solo se ricadono entro una delle seguenti categorie, e non sono altrimenti esentate da un'esplicita disposizione della legislazione fiscale:
|                                                | Ambito |
| ---------------------------------------------- | --- |
| Categoria A                                    | Reddito da terreni del Regno Unito                                                                                   |
| Categoria D                                    | Reddito imponibile non ricadente entro un'altra Categoria                                                            |
| Categoria F                                    | Reddito da dividendi prodotti nel Regno Unito                                                                        |
| Guadagni imputabili (chargeable gains)         | Guadagni come definiti dalla legislazione che non sono tassati come reddito                                          |
| Imposizione su controllate estere (CFC charge) | Utili fatti da società controllate estere (controlled foreign companies, CFC) in cui non si applica alcuna esenzione |

Note:
1. In pratica le società non sono tassate in base alla Categoria F. La maggior parte delle società sono esentate da questa Categoria e vi è una disposizione per quelle società che vengono tassate per dividendi prodotti nel Regno Unito (cioè intermediari in azioni) che sposta l'imputazione dalla Categoria F alla Categoria D.
2. Una "società controllata estera" (Controlled Foreign Company, CFC) è, secondo la legislazione britannica, una società controllata da un residente del Regno Unito e che è soggetta ad un'aliquota fiscale inferiore nel territorio in cui è residente.[64] In certe circostanze, le società residenti nel Regno Unito che controllano una società estera pagano l'imposta sulle società su quelli che sarebbero gli utili fiscali di quella controllata nel Regno Unito. Tuttavia, a causa di un'ampia gamma di esenzioni,[65] pochissime società subiscono un'imposizione su controllate estere.
3. Le Categorie B, C ed E non esistono più.
4. I fondi di investimento (unit trusts) autorizzati e le società di investimento a capitale variabile (open-end investment companies, OEICs) non sono soggetti alla tassazione sui loro guadagni imputabili.[66]

La Categoria D è divisa essa stessa in una molteplicità di casi:
|          | Ambito |
| -------- | --- |
| Caso I   | Utili da un'attività commerciale del Regno Unito                                                                        |
| Caso III | Proventi simili a interessi e guadagni/perdite su prestiti, derivati, strumenti finanziari e attività intangibili       |
| Caso V   | Reddito dall'estero |
| Case VI  | Reddito annuo non ricadente entro i Casi I, III e V, e altri redditi/guadagni specificamente tassati in base al Caso VI |

Note:
1. I Casi II e IV si applicano solo all'imposta sul reddito e non all'imposta sulle società.

#### Sgravio per le spese
La maggior parte delle spese dirette sono deducibili quando si calcolano il reddito imponibile e i guadagni imputabili. Le eccezioni importanti includono qualsiasi costo di rappresentanza sostenuto per i clienti. Le società che svolgono attività di invetmento possono detrarre certe spese indirette note come "spese di gestione" (expenses of management) quando calcolano i loro utili imponibili. Uno sgravio analogo è disponibile per le spese di una società di assicurazioni sulla vita tassata sulla "base I meno S" (I minus E basis): in pratica, con questo metodo la società viene tassata sul rendimento dell'investimento I meno le spese di gestione S. Affinché le spese possano essere detratte, devono essere riferite all'"attività di assicurazioni sulla vita base e di rendite vitalizie generali" (basic life assurance and general annuity business) svolta dalla società. Anche le donazioni fatte agli enti di beneficenza sono normalmente detratte nel calcolo del reddito imponibile.

### Aliquote e pagamenti
Il Bilancio dello Stato 2007 ha annunciato un taglio dell'aliquota principale dal 30% al 28%, effettivo dall'aprile 2008. Al tempo stesso, l'aliquota per le piccole società è stata aumentata dal 19% al 20% dall'aprile 2007, al 21% nell'aprile 2008 e al 22% nell'aprile 2009, al fine di impedire "agli individui di registrarsi artificiosamente come piccole società per evitare di pagare la quota di imposte dovute, una pratica che se lasciata priva di correzioni costerebbe al resto della popolazione dei contribuenti miliardi di sterline".
L'aliquota dell'imposta sulle società è determinata dall'anno finanziario (AF), che va dal 1º aprile al 31 marzo dell'anno successivo. Ad esempio, l'anno finanziario 2007 (AF07) è iniziato il 1º aprile 2007 e si concluderà il 31 marzo 2008. Ove il periodo contabile di una società sia a cavallo di un anno finanziario in cui l'aliquota dell'imposta sulle società è cambiata, gli utili della società per quel periodo vengono suddivisi. Ad esempio, una società che paga l'aliquota per le piccole società con il suo periodo contabile che va dal 1º gennaio al 31 dicembre, e che fa £100.000 di utile nel 2007, sarebbe considerata aver fatto 90/365*£100.000 = £24.657,53 nell'AF06 (ci sono 90 giorni tra il 1º gennaio e il 31 marzo), e 275/365*£100.000=£75,342,47 nell'AF07, pagando così il 19% sulla porzione dell'AF06 e il 20% sulla porzione dell'AF07.
| Aliquote d'imposta per il 2007–2008               | Aliquote d'imposta per il 2007–2008 |
|                                                   | GBP (£)                             |
| ------------------------------------------------- | ----------------------------------- |
| Aliquota per le piccole società 20%               | 0 – 300.000                         |
| Sgravio marginale (mescolato tra il 20% e il 30%) | 300.001 – 1,500.000                 |
| Aliquota principale 30%                           | 1.500.001 o più                     |

Note:
1. Le fasce mostrate sulla destra sono divise per uno più il numero degli associati (di solito gli unici associati che una società ha sono le società sorelle del gruppo, ma il termine è definito in maniera più ampia)[75]
2. Le aliquote ridotte non si applicano alle società holding close investment holding companies (società controllate da meno di 5 persone (più gli associati) o dai loro direttori/dirigenti, la cui attività principale è la detenzione di investimenti).[76] Né si applicano a società in liquidazione dopo i primi 12 mesi.
3. I fondi di investimento (unit trusts) autorizzati e le società di investimento a capitale variabile (open-end investmentment companies, OEICs) sono tassati all'aliquota base dell'imposta sul reddito[77]
4. Le società di assicurazione sulla vita sono tassate usando le aliquote suindicate sui profitti degli azionisti e del 20% sui profitti dei beneficiari delle polizze[78]
5. Le società attive nell'industria estrattiva del petrolio e del gas nel Regno Unito o nella piattaforma continentale del Regno Unito sono assoggettate ad un'imposta addizionale del 10% sui loro utili derivanti da tali attività[48]

La maggior parte delle società sono tenute a pagare l'imposta nove mesi e un giorno dopo la fine di un periodo contabile. Le società più grandi, invece, sono tenute a versare rate trimestrali nel settimo, decimo, tredicesimo e sedicesimo mese dopo l'inizio di un periodo contabile completo. Questi tempi si modificano laddove un periodo contabile duri meno di dodici mesi. Dal 2005 in poi, per l'imposta dovuta sugli utili derivanti dall'estrazione di petrolio e gas, la terza e la quarta rata trimestrale sono fuse, compreso l'addebito supplementare del 10%.
Nell'anno finanziario 2004–2005, approssimativamente 39.000 società hanno versato l'imposta sulle società con l'aliquota principale. Questo 4,7% delle società attive è responsabile del 75% di tutte le entrate dell'imposta sulle società. Circa 224.000 società hanno pagato l'aliquota delle piccole società, con 34.000 che beneficiavano dello sgravio marginale. 264.000 erano nell'aliquota iniziale, con 269.000 che beneficiavano della fascia inferiore dello sgravio marginale. The total revenue was £41.9bn from 831,885 companies. Solo 23.480 società hanno avuto un debito d'imposta in eccesso di £100.000.

### Verifica dell'Agenzia delle entrate
L'Agenzia delle entrate britannica (HM Revenue and Customs, HMRC) ha un anno di tempo dalla data normale di presentazione, che è essa stessa un anno dopo la fine del periodo contabile, per aprire un'indagine sulla dichiarazione dei redditi del contribuente. Questo periodo viene esteso se la dichiarazione è presentata in ritardo. L'indagine prosegue finché non vengono affrontate tutte le questioni che l'HMRC desidera indagare riguardo alla dichiarazione. Tuttavia, una società può ricorrere in appello ai funzionari della Commissione tributaria competente, i cosiddetti "Commissari dell'imposta sul reddito" (Commissioners of Income Tax) per chiudere un'indagine qualora ritenga che vi sia un indebito ritardo.
Se una delle parti contesta l'ammontare delle imposte dovuto, possono presentare appello ai Commissari dell'imposta sul reddito o generali o speciali. I ricorsi in appello per questioni di legittimità si possono fare all'Alta Corte (Corte di Sessione in Scozia), poi alla Corte d'Appello, e infine, con autorizzazione, alla Camera dei Lord. Tuttavia, le decisioni sono di fatto vincolanti e possono essere appellate solo per manifesta irragionevolezza (ovvero, solo se "nessun Commissario ragionevole" avrebbe potuto assumere quella decisione).
Una volta che un'indagine è chiusa, o che il tempo per aprirla è decorso, l'HMRC può riaprire un anno precedente solo se viene a conoscenza di una questione di cui non avrebbe potuto ragionevolmente sapere all'epoca, ovvero in casi di dolo o negligenza. In tali situazioni, infatti, può riaprire casi fino a 20 anni prima.
Dopo che si chiude un'indagine dell'HMRC, o dopo la decisione definitiva di una controversia da parte dei tribunali, il contribuente ha 30 giorni per correggere la sua dichiarazione e presentare reclami e opzioni aggiuntive, se appropriate, prima che l'accertamento divenga definitivo e conclusivo. Se non c'è indagine, l'accertamento diviene definitivo e conclusivo una volta decorso il periodo in cui l'Agenzia può aprire l'indagine stessa.

## Sgravio dalla doppia imposizione
Vi è un rischio di doppia imposizione ogni qual volta che una società percepisce redditi che sono già stati tassati. Questi ultimi potrebbero essere redditi da dividendi, che sono stati pagati dagli utili dopo le tasse di un'altra società e che potrebbero aver subito la ritenuta d'acconto (withholding tax). O potrebbe essere che la stessa società abbia subito una tassazione all'estero, forse perché conduce parte della sua attività commerciale attraverso una stabile organizzazione straniera, o perché precepisce altri tipi di redditi dall'estero.
Per la maggior parte delle società la doppia imposizione per i dividendi prodotti nel Regno Unito si evita esentandoli dalle imposte: solo gli intermediari in azioni subiscono la tassazione su di essi. Laddove la doppia imposizione sorge a causa di imposte pagate all'estero, lo sgravio è disponibile sotto forma o di deduzione di spesa o di deduzione di credito. La deduzione di spesa consente all'imposta estera di essere trattata come onere deducibile nel calcolo fiscale. La deduzione di credito è concessa come deduzione dal debito d'imposta del Regno Unito, ma è limitata all'ammontare delle imposte del Regno Unito pagate sui redditi esteri. C'è un sistema di cumulo interno (onshore pooling), in modo che la tassazione estera subita in territori ad alta imposizione possa essere compensata con il reddito imponibile derivante da territori a bassa imposizione.

## Detrazione per perdite
Regole dettagliate e distinte si applicano sul modo in cui tutti i diversi tipi di perdite possono essere compensati all'interno di una società. Una spiegazione dettagliata al riguardo si può trovare nell'articolo della Wikipedia di lingua inglese: United Kingdom corporation tax loss relief.

### Detrazione di gruppo
Il Regno Unito non consente il consolidamento fiscale, in cui le società di un gruppo sono trattate ai fini fiscali come se fossero un'unica entità. Uno dei principali benefici del consolidamento fiscale è che le perdite fiscali di un'entità del gruppo sono automaticamente detraibili dagli utili fiscali di un'altra. Invece, il Regno Unito consente una forma di sgravio per perdite chiamata "detrazione di gruppo".
Ove una società subisca perdite che sorgono in un determinato periodo contabile (diverse da perdite di capitale o da perdite che rientrano nel Caso V o VI della Categoria D), in eccedenza rispetto ai suoi altri utili imponibili di quel periodo, può cedere queste perdite a un membro del gruppo che abbia sufficienti utili imponibili nel medesimo periodo contabile.
La società che riceve le perdite può compensarle con i propri utili imponibili. Le eccezioni prevedono che una società nell'industria estrattiva del petrolio e del gas possa non accettare la detrazione di gruppo a fronte degli utili che derivano dalla sua attività estrattiva, e che una società di assicurazioni sulla vita possa accettare la detrazione di gruppo solo per la quota dei suoi utili assoggettabili a tassazione in base all'aliquota normalmente applicabile agli azionisti di quella società. Regole distinte si applicano per le società con doppia residenza.
La detrazione di gruppo completa è permessa tra società assoggettate all'imposta sulle società del Regno Unito che siano nello stesso gruppo al 75%, in cui le società hanno una madre finale comune e almeno il 75% delle azioni in ciascuna società (diversa dalla madre finale) sono possedute da altre società del gruppo. Le società che costituiscono un gruppo al 75% non devono essere tutte residenti nel Regno Unito o assoggettate alla detrazione dell'imposta sulle società. Una società di investimento a capitale variabile non può far parte di un gruppo.
La detrazione per i consorzi è permessa laddove una società soggetta all'imposta sulle società del Regno Unito sia posseduta da un consorzio di società, le quali detengano ciascuna almeno il 5% delle azioni e insieme almeno il 75%. Una società del consorzio può cedere o accettare perdite solo in proporzione alla quota di quella società detenuta da ciascun gruppo del consorzio.

## Esempio di calcolo
Questo è un esempio di calcolo riguardante una società che ha un socio da cui riceve una detrazione di gruppo di £50.000.
| Società Esempio Ltd                                            | Società Esempio Ltd | Società Esempio Ltd |
|                                                                | £                   | £                   |
| -------------------------------------------------------------- | ------------------- | ------------------- |
| Categoria A (terreni del Regno Unito)                          |                     | 100,000             |
| Categoria D                                                    |                     |                     |
| — Caso I (attività commerciali nel Regno Unito)                | 200.000             |                     |
| — Caso I perdite riportate in avanti 1                         | (100.000)           | 100.000             |
| — Caso III (rapporti di mutuo, derivati, strumenti finanziari) |                     | 100.000             |
| — Caso V (estero)                                              |                     | 300.000             |
| — Caso VI (altri utili annuali)                                |                     | 10.000              |
| Guadagni imputabili (guadagni in conto capitale)               | 150.000             |                     |
| Perdite (di capitale) ammissibili riportate in avanti          | (50.000)            | 100.000             |
| Meno: Debiti non commerciali riportati in avanti 2             |                     | (50.000)            |
| Meno: Deduzione per spese di gestione 3                        |                     | (20.000)            |
| Meno: Oneri (donazioni a enti di beneficenza del Regno Unito)  |                     | (10.000)            |
| Meno: Detrazione di gruppo accettata                           |                     | (50.000)            |
| Utili imputabili all'imposta sulle società                     |                     | 580.000             |
| Imposta al 30%                                                 |                     | 174.000             |
| Meno: Sgravio marginale 4                                      |                     | (46.750)            |
| Meno: Sgravio per la doppia imposizione 5                      |                     | (30.000)            |
| Debito d'imposta per il periodo                                |                     | 97.250              |

Note:
- 1 Le perdite commerciali prodotte nel Regno Unito, riportate in avanti da periodi contabili precedenti, devono essere dedotte in modo quanto più completo possibile a fronte di qualunque utile commerciale dell'attuale periodo contabile. Non possono essere dedotte a fronte di utili non commerciali.
- 2 I debiti non commerciali riportati in avanti possono essere utilizzati a fronte di utili non commerciali; essi non possono ridurre gli utili commerciali.
- 3 La deduzione per spese di gestione è in relazione a spese sostenute nella gestione degli investimenti della società.
- 4 Il calcolo dello sgravio marginale è il seguente:

Frazione dello sgravio marginale x [Limite superiore/(Numero dei soci più uno) - Utile]
11/40 x (1.500.000/2 - 580.000)
- 5 L'imposta estera di £30.000 è stata inclusa nella cifra imponibile della Categoria D, Caso V. Lo sgravio per la doppia imposizione è disponibile sul minore importo tra l'imposta subita all'estero e l'imposta sulle società del Regno Unito subita sul reddito estero.

## Interazione con la legge europea
Sebbene non vi sia alcuna direttiva dell'Unione Europea che si occupa di imposte dirette, le leggi del Regno Unito debbono conformarsi alla legislazione europea. In particolare, la normativa locale non dovrebbe essere discriminatoria in base al trattato dell'Unione Europea.
Numerosi casi in cui si ritiene che le leggi del Regno Unito siano discriminatorie sono stati portati davanti alla Corte di Giustizia Europea, di solito in relazione alla libertà di stabilimento e alla libertà di movimento dei capitali. I casi principali che sono stati decisi includono:
- Hoescht[6] — in cui la Corte constatò che il modo in cui il sistema ad imputazione parziale operava anteriormente alla sua abolizione nel 1999 era discriminatorio;
- Lankhorst-Hohorst[96] — un caso tedesco che lasciò intendere che la legislazione del Regno Unito in materia di prezzi di trasferimento e di sottocapitalizzazione poteva essere contraria alla legislazione UE (la Legge Finanziaria del 2004 apportò cambiamenti per contrastare tale minaccia);
- Marks and Spencer[97] — in cui si sosteneva che le società madri del Regno Unito dovessero avere la possibilità di ridurre le perdite delle consociate estere a fronte degli utili fiscali del loro sottogruppo nel Regno Unito. (Il 7 aprile 2005, l'Avvocato Generale espresse un parere che sosteneva la richiesta di una società madre del Regno Unito di compensare le perdite delle sue consociate della UE, qualora non fossero disponibili sgravi fiscali negli Stati membri della UE in cui le consociate erano residenti). Tuttavia, nel giudizio finale, fu raggiunto un accordo compromissorio in cui l'interesse nazionale di impedire eccessive perdite fiscali fu ritenuto prevalente, nella maggior parte delle circostanze, sulla restrizione alla libertà di movimento dei capitali. Di conseguenza, sebbene non sia stata introdotta alcuna nuova legislazione specifica, lo sgravio per le perdite dall'estero sarà disponibiile solo nel caso in cui le perdite non possano essere utilizzate nella giurisdizione estera;
- Cadbury Schweppes[98] — in cui si decretò che le norme sulle CFC sono accettabili solo se si riferiscono ad intese interamente artificiose volte ad eludere le imposte normalmente dovute nel Regno Unito.

Inoltre, il caso di ICI v Colmer indusse il Regno Unito a modificare la sua definizione di gruppo, ai fini della detrazione di gruppo. Precedentemente, infatti, la definizione richiedeva che tutte le società interessate e quelle madri intermedie fossero residenti nel Regno Unito.
Vi sono anche numerosi altri casi che, lentamente, si stanno facendo strada fino alla Corte Europea. In particolare:
- Un'«ordinanza di causa collettiva» (Group Litigation Order)[100] che sostiene che i dividendi percepiti da società estere dovrebbero essere esenti dalle imposte nello stesso modo in cui lo sono i dividendi percepiti dalle società del Regno Unito;[101]
- Asserzioni secondo le quali la legislazione sulle CFC del Regno Unito è contraria alla legge dell'UE (sostenuta in particolare della Vodafone).

## Sviluppi recenti

### Riforma dell'imposta sulle società
Vi sono state numerose proposte di riforma dell'imposta sulle società, sebbene solo alcune siano state promulgate in legge. Nel marzo 2001, il Governo pubblicò una nota tecnica, A Review of Small Business Taxation («Una revisione della tassazione sulle piccole società"), che prendeva in considerazione la semplificazione dell'imposta societaria per le piccole società mediante il più stretto allineamento dei loro utili ai fini fiscali con quelli riportati nei loro bilanci. Nel luglio di quell'anno, il Governo pubblicò anche un documento di consultazione, Large Business Taxation: the Government's strategy and corporate tax reforms («La tassazione delle grandi imprese: la strategia del Governo e le riforme delle imposte societarie»). Esso fissava la strategia per modernizzare le imposte societarie e le proposte per gli sgravi per i guadagni in conto capitale sulle partecipazioni azionarie sostanziali detenute dalle società.
Nell'agosto 2002, fu pubblicato Reform of corporation tax — A consultation document («Riforma dell'imposta sulle società — Un documento di consultazione»), che delineava le proposte iniziali per l'abolizione del sistema analitico. Questo fu seguito nell'agosto 2003 da Corporation tax reform — A consultation document («Riforma dell'imposta sulle società — Un documento di consultazione»), che discuteva ulteriormente la possibile abolizione del sistema analitico, e se dovesse essere abolito anche il sistema delle detrazioni in conto capitale (ammortamento fiscale). Il documento avanzava anche proposte che furono infine promulgate nella legge Finanziaria del 2004. (Le prime due delle modifiche sotto elencate erano in risposta alle minacce alla base imponibile del Regno Unito derivanti da recenti sentenze della Corte di Giustizia Europea.) I cambiamenti riguardavano:
- Introduzione di norme sui prezzi di trasferimento per le transazioni all'interno del Regno Unito. Le norme sui prezzi di trasferimento richiedono che certe transazioni siano considerate ai fini fiscali come se abbiano avuto a prezzi concorrenziali, quando in realtà ciò non è avvenuto.
- Fusione delle norme sulla sottocapitalizzazione con quelle sui prezzi di trasferimento. Le norme sulla sottocapitalizzazione limitano l'importo che una società può richiedere come deduzione fiscale sugli interessi passivi quando riceve prestiti a tassi non commerciali (da parti collegate, ad esempio).
- Estensione delle detrazione per le spese di gestione a tutte le società con attività di investimento. In precedenza una società per avere diritto doveva essere impegnata in un'attività di investimento in via esclusiva o principale.

Nel dicembre 2004, fu pubblicato Corporation tax reform — a technical note («Riforma dell'imposta sulle società — una nota tecnica»). Esso delineava la decisione del Governo di abolire il sistema analitico, sostituendo le numerose categorie e casi con due aggregati: un aggregato commerciale e uno locatizio; e un aggregato per «tutto il resto». Il Governo aveva deciso che le detrazioni in conto capitale sarebbero rimaste, riguardando principalmente l'industria del leasing (o locazione finanziaria).

### Altre promulgazioni
Altre riforme principali promulgate in legge comprendono:
- Sgravio dall'imposta sui guadagni imputabili per le cessioni di partecipazioni azionarie sostanziali in società e gruppi commerciali (promulgato dalla Legge Finanziaria per il 2002).[106]
- Introduzione di norme sui prezzi di trasferimento all'interno del Regno Unito, abbinata alla fusione delle norme sulla sottocapitalizzazione con quelle sui prezzi di trasferimento (promulgata dalla Legge Finanziaria per il 2004).[40]
- Estensione delle norme sulle spese di gestione in modo che possano detrarle anche società diverse da quelle di investimento, abbinata ad una norma specifica che impedisce la detraibilità delle voci in conto capitale come spese di gestione (promulgata dalla Legge Finanziaria per il 2004).[40]